# Бонер, Северин

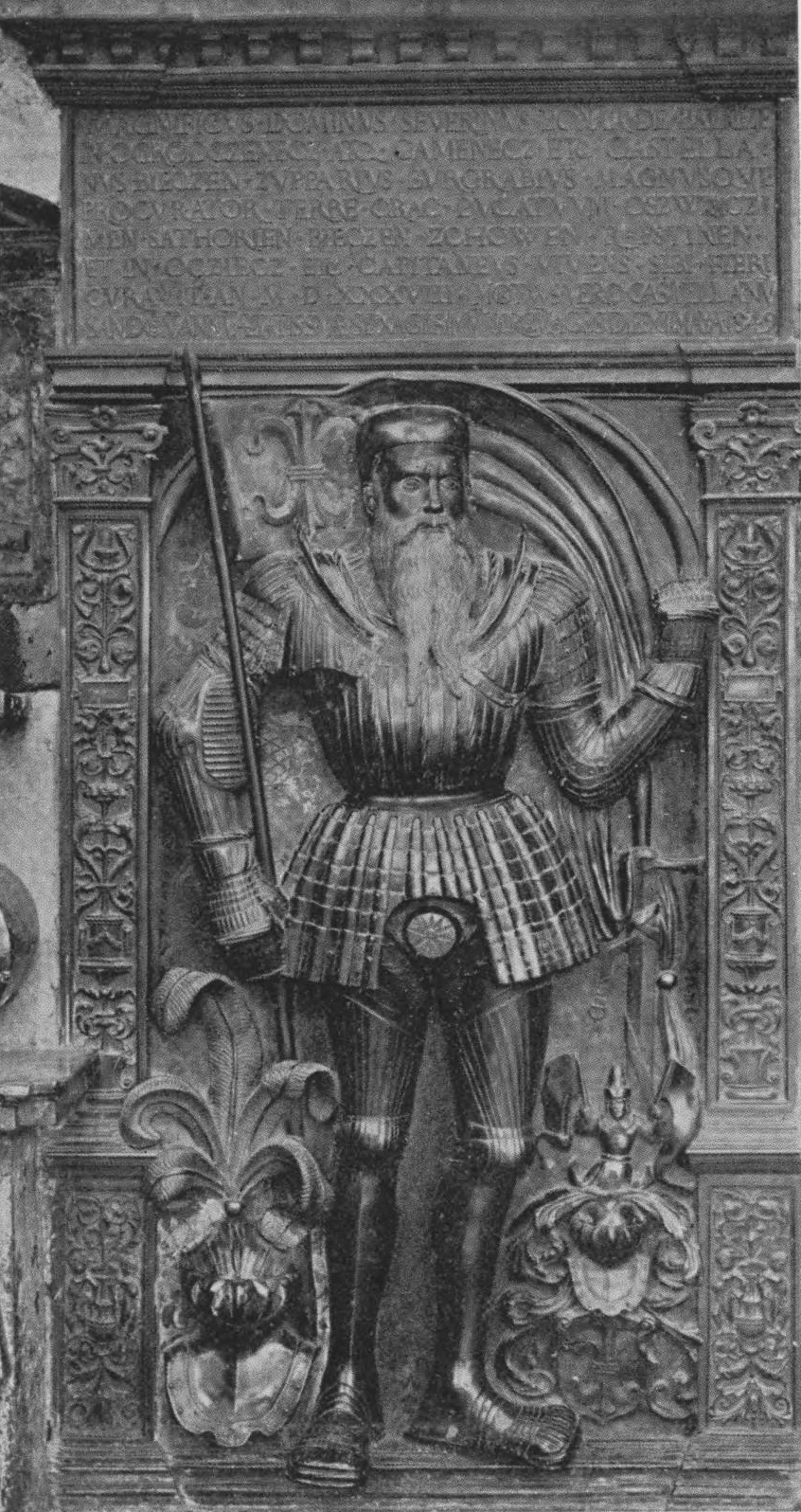
Надгробная плита Северина Бонера в Мариацком костеле

Северин Бонер (пол. Seweryn Boner ; 1486 — 12 мая 1549) — королевский банкир Боны Сфорца и Сигизмунда I Старого, бургграф краковский, староста бечский.

## Биография
Представитель польского дворянского рода Бонер герба «Бонарова». Старший сын банкира Якуба Анджея Бонера (? — 1517) и Барбары Лехнер. Племянник польского купца и банкира Ганса (Яна) Бонера (1450—1523), от которого он унаследовал всё имущество вместе с должностями, занимаемыми его дядей.
23 октября 1515 года Северин Бонер женился на Софьи Бетман, наследнице имения Балице, ставшей загородной резиденцией Бонеров. От первого брака у Северина было трое детей: сыновья Ян (1516—1562), Станислав (1517—1560) и дочь Софья (ум. 1563), которая была замужем за маршалком коронным Яном Фирлеем. Второй женой была Ядвига Косцелецкая, от брака с которой у него было двое сыновей: Северин (каштелян краковский) и Якуб Фридерик (ум. 1585).
В 1520 году под залог Беча и Венцвице он предоставил королю еще одну ссуду, став в 1535 году каштеляном бечским, а в 1547 году каштеляном Новы-Сонча. Он вел обширный бизнес по всей Европе. Он был покровителем ученых. Он поддерживал контакты с Эразмом Роттердамским. Он основал прекрасный сад в своем поместье в Балицах, импортируя декоративные растения из-за границы, а также содержал собственный оркестр, которым развлекал королеву Елизавету в 1543 году и королеву Екатерину в Балице в 1553 году. Руководил реконструкцией Вавеля, замка Огродзенец и замка в Каменце. В 1534 году он подарил шахтерам из Велички рог зубра, украшенный серебром и поддерживаемый фигурой коленопреклоненного Геракла, сохранившейся до наших дней.

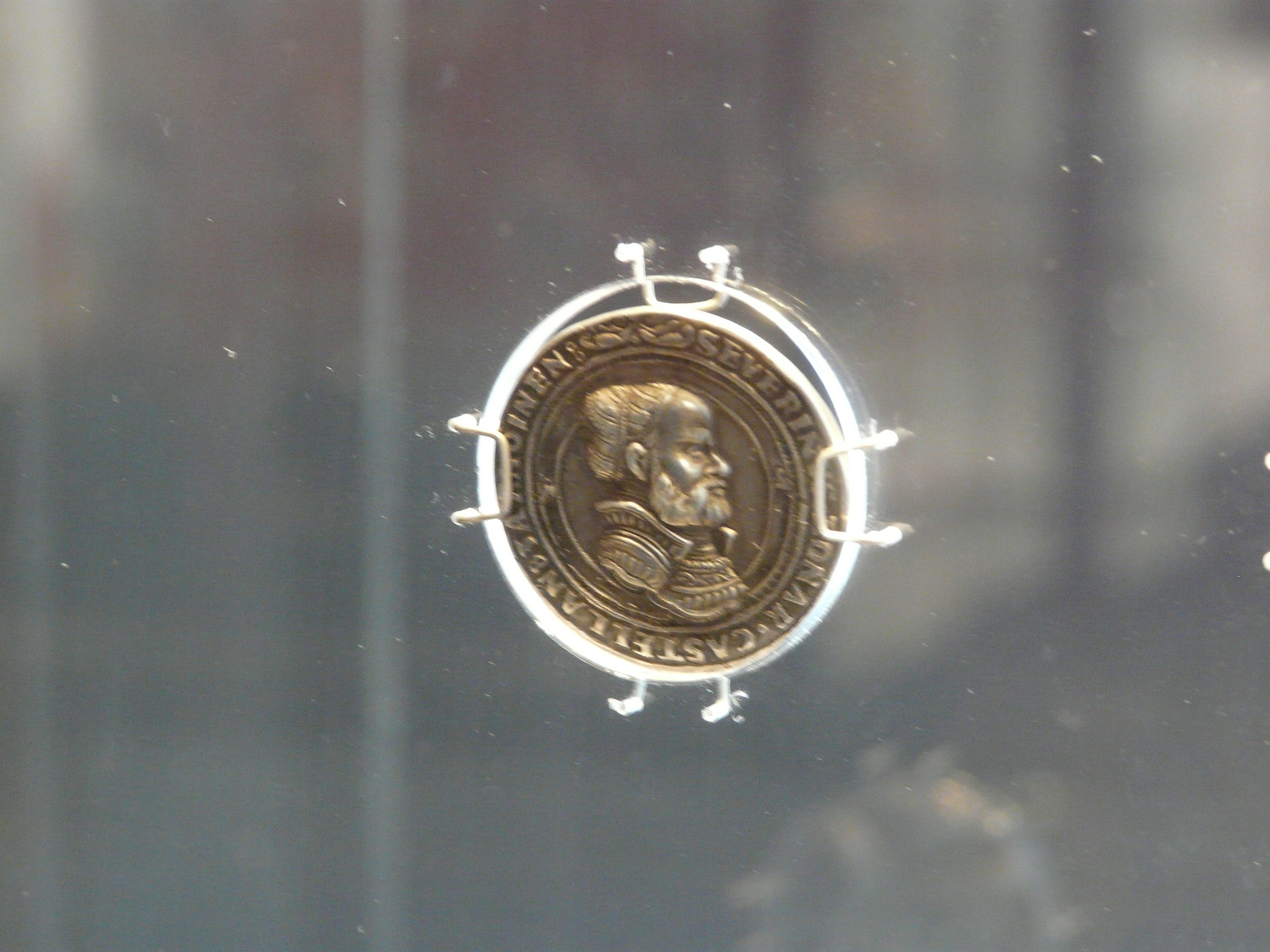
Медаль Северина Бонера, 1533

В 1534 году, используя свое обширное влияние, завладел почти всем имуществом семьи Бетманов.
С Северином Бонером связан следующий анекдот: в 1530 году, ища золото в городе Ропа недалеко от горы Хелм, он нашел нефть, которая затопила его рудник. При царском дворе над ним издевались за то, что он покрылся смолой вместо искомого золота. Бонер описывался так: «тот, кто искал золото в Ропе — он мылся дегтем».
Он умер, возвращаясь со свадьбы своего старшего сына Яна. Похоронен в фамильной часовне св. Иоанна Крестителя в церкви Святой Марии. Бронзовые надгробия Северина (отлитые в 1538 году) и Софьи Бонер (отлитые после 1532 года) в мастерской Ганса Вишера в Нюрнберге по проекту Станислава Самостжельника, находящиеся там и сегодня, считаются одними из лучших произведений скульптуры раннего Возрождения в Польшt.